# 1081
1081 (MLXXXI) a fost un an obișnuit al calendarului iulian.

## Evenimente
- 18 martie: Împăratul Henric al IV-lea părăsește orașul Regensburg pentru a invada Italia.

- 4 aprilie: Alexios Comnen se încoronează ca împărat al Bizanțului, sub numele de Alexios I, luându-i locul lui Nikephor al III-lea Botaneiates. Începe astfel domnia dinastiei Comnenilor, ai cărei reprezentanți vor conduce Imperiul Bizantin mai bine de un secol.
- 4 aprilie: Henric al IV-lea ajunge la Verona.

- 4 aprilie: Papa Grigore al VII-lea extinde și asupra lui Alexios I excomunicarea pe care o lansase anterior contra lui Nikephor al III-lea.

- 12 aprilie: Asediată de către imperiali, Florența capitulează.

- 22 mai: Henric al IV-lea înepe asediul asupra Romei, dar se retrage după puțină vreme.

- 17 iunie: Conduși de Robert Guiscard, normanzii din Italia invadează Balcanii sub pretextul sprijinirii fostului împărat Mihail Dukas, debarcând la Valona (astăzi, Vlore) și ajungând sub zidurile orașului Dyrrachium (astăzi, Durres), în Albania.
- 9 august: Adunarea de la Bamberg, a granzilor din Suabia și Saxonia: Hermann de Luxemburg, conte de Salm, este ales rege romano-german, în competiție cu Henric al IV-lea.

- 25 august: Contele Bertrand al II-lea de Provence depune omagiu papei Grigore al VII-lea.
- 18 octombrie: Venit în sprijinul trupelor din Albania amenințate de către normanzi, Alexios I este înfrânt de către Robert Guiscard în lupta de la Dyrrachium; normanzii se mențin în Albania, iar Bohemund, fiul lui Robert Guiscard, începe marșul în Tesalia.

- 19 decembrie: În Siria, emirul arab Ali ibn Mounqidh cucerește Shaizar.

- 26 decembrie: Hermann de Luxemburg se încoronează la Goslar ca rege roman.

### Nedatate
- iulie: Henric al IV-lea străbate Toscana, trecând prin Siena și Pisa; ajuns la Lucca, o declară pe contesa Matilda, aliată a papei Grigore al VII-lea, ca fiind decăzută din drepturi și oferă numeroase privilegii politice Pisei (precum numirea marchizilor de Toscana să se realizeze exclusiv cu consultarea Pisei).

- august: Aliați cu Imperiul bizantin, venețienii distrug flota normandă în golful Dyrrachiumului; normanzii rămân blocați în Albania.

- Alexios I încheie o înțelegere cu sultanul selgiucid Soliman, prin care i se permite acestuia să transforme Niceea în reședința sa și să controleze partea central-apuseană a Asiei Mici, cu excepția regiunii costiere egeene.

- Aventurierul turc Tzachas se proclamă emir și ocupă Smyrna (Izmir), unde întemeiază un principat, care devine prima putere maritimă din istoria turcilor.

## Arte, Știință, Literatură și Filozofie
- Catedrala din Bamberg este distrusă în urma unui incendiu.
- Încep lucrările la catedrala Sf. Canut din Odense, în Danemarca.

## Înscăunări
- 4 aprilie: Alexios I, împărat al Bizanțului (1081-1118).
- 9 august: Hermann de Luxemburg, rege romano-german.
- Constantin Bodin, rege sârb de Diocleea.

## Nașteri
- 8 ianuarie: Henric al V-lea, împărat romano-german (d. 1125).
- 1 decembrie: Regele Ludovic al VI-lea al Franței "cel Gras" (d. 1137).
- Abatele Suger, om de stat și istoric francez (d. 1151).
- Conrad I de Wurttemberg (d. 1110).
- Wilhelm I de Luxemburg (d. 1131).

## Decese
- 26 ianuarie: Amedeo al II-lea, conte de Savoia (n. 1046).
- 22 martie: Boleslav al II-lea "cel Darnic", rege al Poloniei (n. 1039)
- 17 aprilie: Harald al III-lea Hen, rege al Danemarcei (n. 1041).
- 5 iulie: Isleifur Gissurarson, cleric islandez, primul episcop al Islandei (n. 1006).
- 14 octombrie: Cuvioasa Parascheva, sfântă (n. ?)
- 16 octombrie: Rudolf de Suabia, rege romano-german, în urma luptei de pe Elster (n. 1025).
- 18 octombrie: Nikephor Melissenos, general bizantin (n. ?)
- 10 decembrie: Nichifor al III-lea Botaniates, împărat bizantin (n. 1001).
- Adam de Bremen, cronicar german (n. ?)
- Arnulf din Milano, scriitor italian (n. 1030)
- Mihailo Vojislavljevic, rege al Serbiei (n. ?)